# 中央研究院法律學研究所
中央研究院法律學研究所，簡稱法律所，是中央研究院下設的法學研究機構，2011年於南港成立。

## 沿革

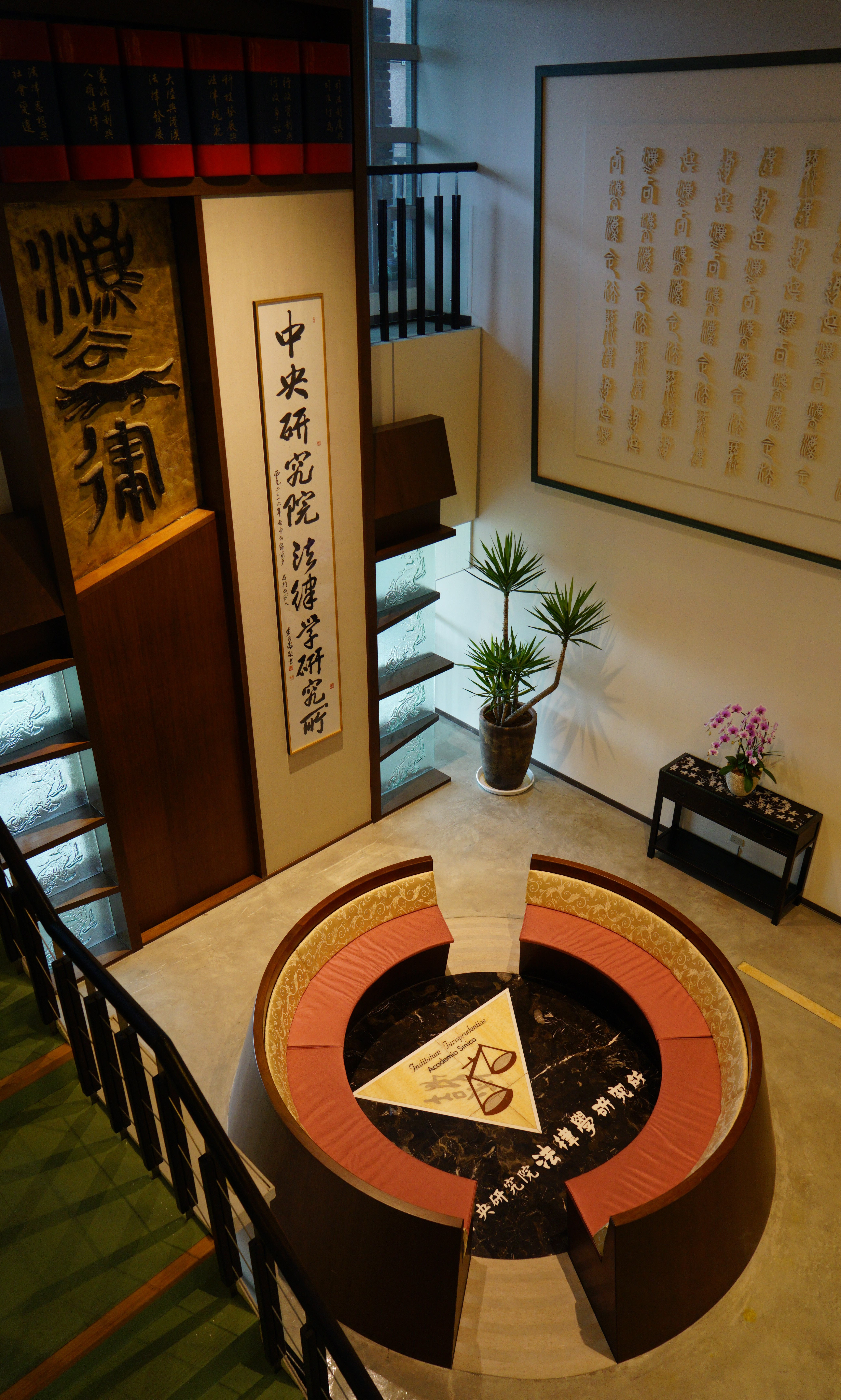
中央研究院法律學研究所

- 1999年10月：李遠哲擔任院長期間成立「法律研究所設所規劃委員會」，由大法官馬漢寶擔任召集人。
- 2000年6月30日：提出設所規劃案報院，評比未獲通過。
- 2003年12月：院長李遠哲重新組成「法律學研究所籌設諮詢委員會」，由大法官王澤鑑擔任召集人再次規劃設所。
- 2004年3月：提出「設所規劃書」經評比通過。
- 2004年7月1日：報奉總統同意，成立法律學研究所籌備處，由湯德宗研究員擔任籌備處主任。
- 2011年4月23日：「法律學研究所正式成所案」獲中研院評議會審查通過。
- 2011年7月1日：經院長翁啟惠核定，正式成所。
- 2012年1月17日：林子儀特聘研究員接任所長。
- 2019年2月1日： 李建良研究員接任所長，同時報奉同意任命簡資修研究員為副所長。李建良所長於同年9月18日升等為特聘研究員。
- 2024年8月1日： 簡資修副所長退休。報奉同意任命黃丞儀研究員為副所長。

## 組織

### 資訊法中心
法律所資訊法中心於2016年底開始籌備設立，並於2019年7月正式成立，以資訊科技與資料科學的跨領域、跨學門合作對話以及政策建議為運作目標。關注領域範圍包含人工智慧、資訊法制、民主監視與治理、健康與資訊、智慧財產權等主題。

### 腳註
1. ↑  . 中央研究院法律學研究所.   [2024-04-01].
2. ↑  . 中央研究院法律學研究所資訊法中心.   [2024-07-25]. （原始内容存档于2024-05-14） （中文（臺灣））.

### 文獻
- 李建良 (编). . 元照. 2021-11. ISBN 978-626-7002-44-5.

## 外部連結
- 中央研究院法律學研究所 （页面存档备份，存于）